# Drassodella tolkieni
Espèce
Drassodella tolkieni est une espèce d'araignées aranéomorphes de la famille des Gallieniellidae.

## Distribution
Cette espèce est endémique du Cap-Oriental en Afrique du Sud,. Elle se rencontre vers Hogsback.

## Description
La femelle holotype mesure 6,60 mm et le mâle paratype 3,84 mm, les mâles mesurent de 3,80 à 5,24 mm et les femelles de 4,90 à 6,60 mm.

## Étymologie
Cette espèce est nommée en l'honneur de John Ronald Reuel Tolkien.

## Publication originale
- Mbo & Haddad, 2019 : A revision of the endemic South African long-jawed ground spider genus Drassodella Hewitt, 1916 (Araneae: Gallieniellidae). Zootaxa, no 4582(1), p. 1-62.